# Спорт

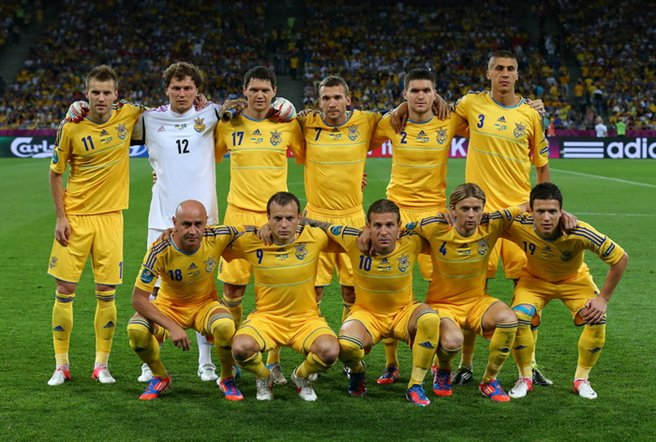
Збірна України з Футболу (11.06.2012)

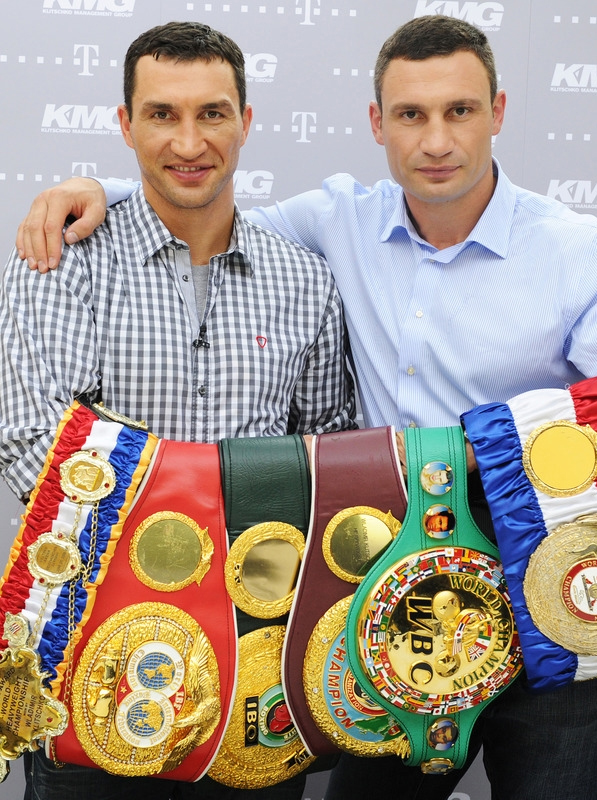
Брати Віталій та Володимир Клички.

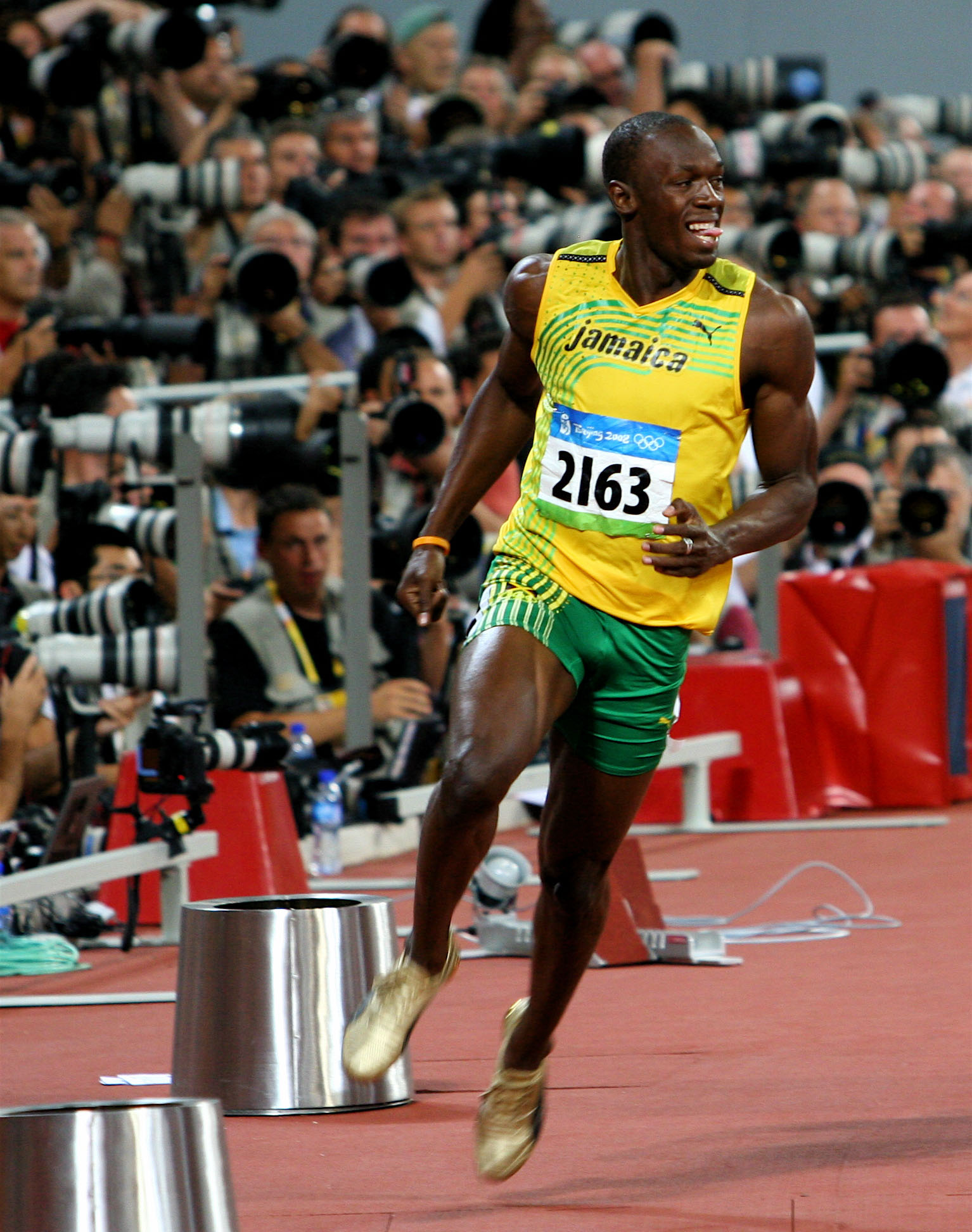
Усейн Болт — святкування на Олімпіаді.

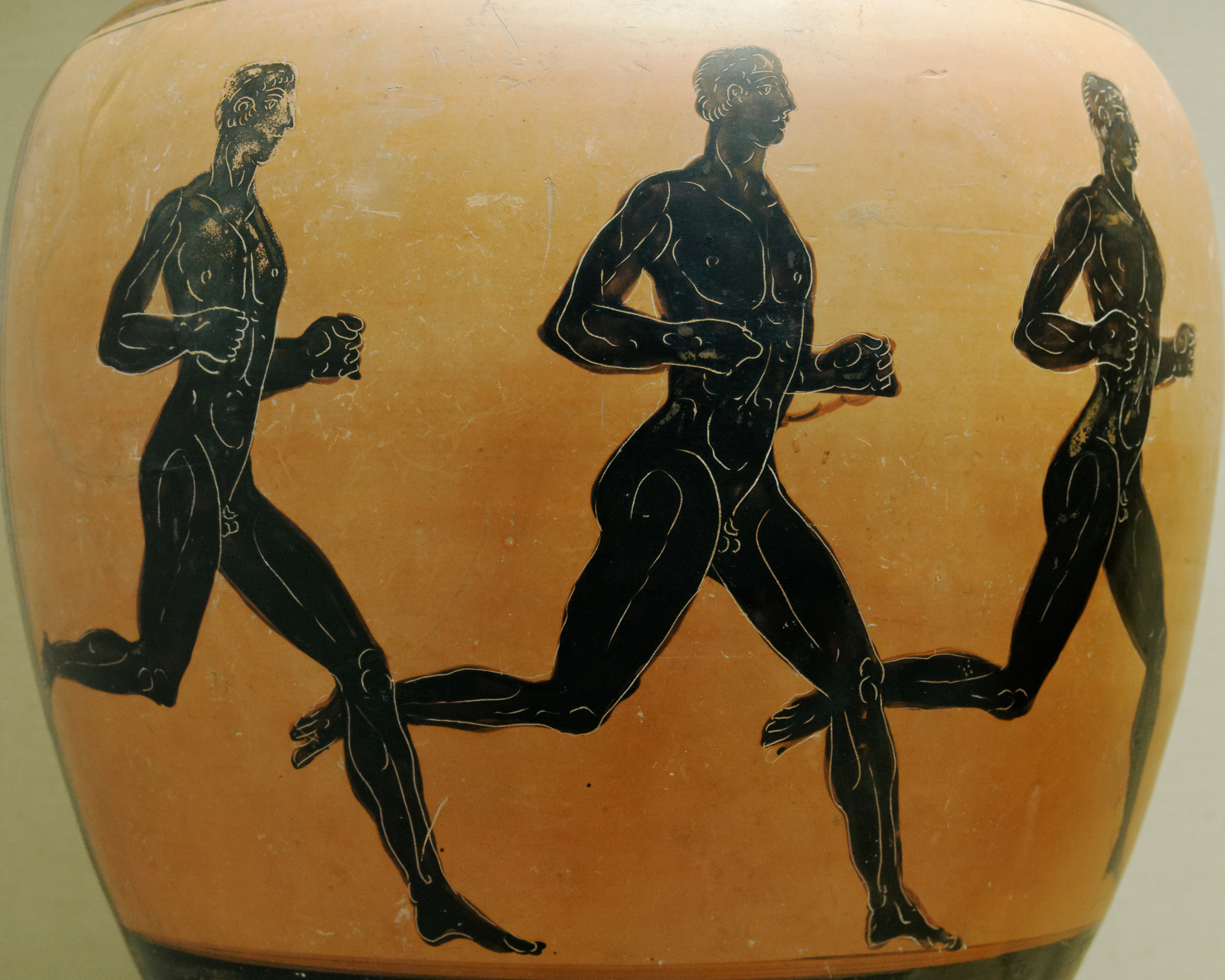
Три бігуни зображені на аттичній нагородній амфорі Панафіней.

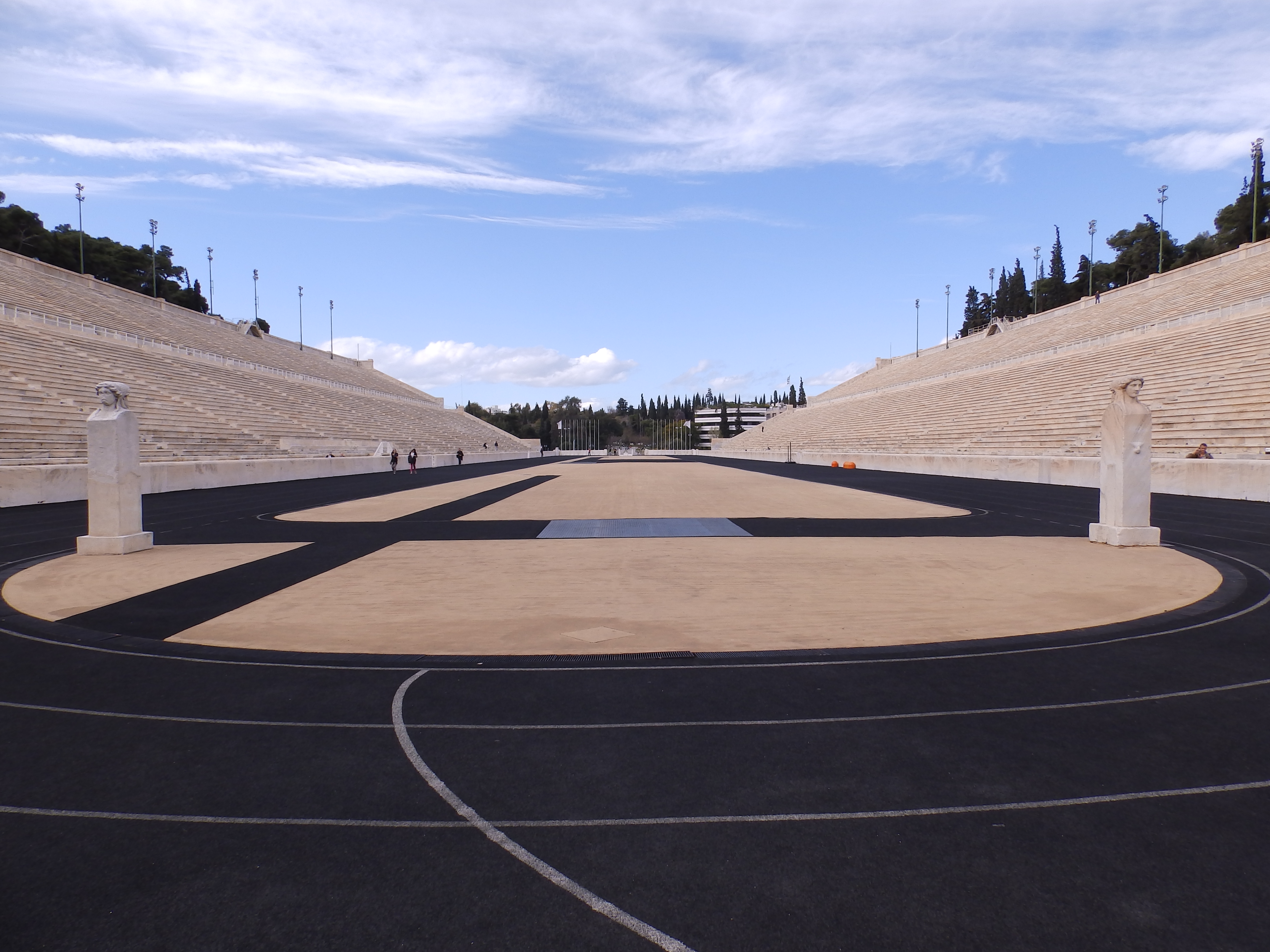
Стадіон Панатінаіко — багатоцільовий стадіон в Афінах, Греція. Побудований з мармуру у 329 р. до н.е.

Спорт  (англ. sport, походить від давньофранцузького фр. disport — «дозвілля», «розвага») — це організована за певними правилами діяльність людей, що полягає в зіставленні їхніх фізичних та інтелектуальних здібностей.
Спорт — це змагання за певними правилами, зазвичай це специфічний вид фізичної або інтелектуальної активності, яку здійснюють з метою змагання, а також поліпшення здоров'я, отримання морального і матеріального задоволення, прагнення до саморозвитку, удосконалення і слави, покращення навичок.
Крім власне змагань, складовою спорту є підготовка до них — тренування й тренерування. У цьому плані спорт є підвидом ширшого поняття фізичної культури.
Спорт поділяється на аматорський і професіональний. Професіональний спорт є важливою частиною індустрії розваг. За великими спортивними змаганнями спостерігають тисячі глядачів на трибунах стадіонів та спортивних залів і мільйони телеглядачів.

## Етимологія та визначення
В англійській мові (з дещо іншим значенням) відоме з Середньовіччя, походячи від старофр. desport, утвореного від se desporter («шукати розваг, забав»; букв. «відносити, відволікати від роботи»).
Найдавніше визначення в англійській мові приблизно з 1300 року означає «все, що люди вважають забавним або розважальним». Своєю чергою це скорочена форма давньоанглійського «desport» чи «disport», що означає «розвага, гра». В українську мову це слово запозичене з англійської наприкінці XIX — початку XX століть.
Спорт означають у загальних рисах як систему діяльності, що вимагає фізичної сили або спритності. Найбільші змагання, такі як Олімпійські ігри, допускають тільки ті види змагань, що відповідають такому визначенню, а Рада Європи не визнає спортом діяльності без фізичної складової. Однак чимало змагань без фізичної складової вимагають визнання як розумових видів спорту. Міжнародний олімпійський комітет визнає шахи та бридж bona fide видами спорту, а Всесвітня асоціація спортивних федерацій SportAccord визнає 5 нефізичних видів спорту: бридж, шахи, шашки, го та сянці й обмежує кількість ігор, що можуть набути статусу виду спорту.
Всесвітня асоціація спортивних федерацій об'єднує велику кількість федерацій найпопулярніших видів спорту, а тому de facto представляє міжнародний спорт. За її означенням від спорту вимагаються такі риси:
- мати елемент змагання
- не завдавати шкоди будь-якій живій істоті
- не використовувати обладнання й інвентар єдиного виробника
- не мати в правилах значної частки випадковості

Друга з цих вимог не допускає визнання спортом такі традиційні види розваги як полювання або риболовля попри те, що такі змагання влаштовуються. Четверта вимога стосується загального принципу рівних можливостей для всіх учасників змагань, на які не повинен значно впливати випадок.
Вимога фізичної активності виключає формальне визнання спортом кіберспорту попри велику популярність та організацію широкомасштабних змагань.

## Змагання

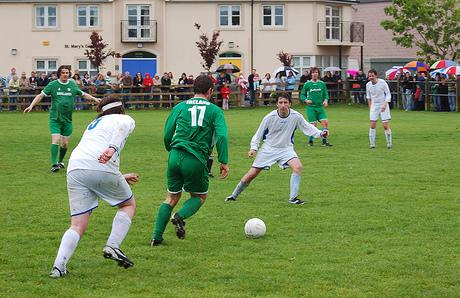
Футбольна гра.

З включенням змагання до переліку вимог, що визначають спорт, погоджуються не всі. Альтернативний погляд — визнати спортом усе, що включає фізичні вправи. Такої думки дотримується зокрема Рада Європи. Тоді визначення спорту збігається з тим, що називають фізкультурою.
При проведенні змагань їхнім учасникам присвоюються місця, залежно від результату. Для врівноваження шансів учасників ділять на групи за можливостями (наприклад, за статтю, вагою та віком). Оцінювання результатів може бути як об'єктивним, так і суб'єктивним. Наприклад, у перегонах час, за який учасник подолав дистанцію є об'єктивною оцінкою, тоді як у змаганнях з гімнастики чи фігурного катання оцінки виставляє журі із суддів, і вони є суб'єктивними. Суб'єктивна оцінка суддів часто визначає результат також у боксі та інших видах єдиноборств.
Одиничне змагання в ігрових видах спорту називають зазвичай турніром. Турніри складаються з окремих поєдинків — матчів у футболі чи тенісі, партій у шахах тощо. Окремі турніри проводяться з року в рік і мають високий міжнародний престиж — наприклад, Вімблдонський турнір у тенісі або Мастерз у гольфі. Існують різні системи проведення турнірів, наприклад колова, у якій усі учасники зустрічаються між собою один або два рази, олімпійська, тобто система з вибуванням після першого програшу, швейцарська, з вибуванням після двох програшів тощо.
Змагання, що визначають переможця в рамках району, країни, континенту, світу, називають чемпіонатами. Вони проходять зазвичай під егідою певної спортивної федерації. Переможців чемпіонатів називають чемпіонами. В окремих видах спорту, наприклад у футболі, крім чемпіонатів, що проходять за коловою системою, паралельно розігруються, за олімпійською системою, кубки.
У неігрових видах спорту, наприклад, легкій атлетиці, лижних видах спорту, біатлоні тощо окремі змагання, що проводяться впродовж року (сезану), об'єднують у загальні структури, які зазвичай називають кубками світу або Гранпрі. В легкій атлетиці цю роль виконує Діамантова ліга. Кубок світу зазвичай складається з окремих етапів, на яких спортсмени набирають очки, сума яких визначає переможця сезону.
Крім змагань із окремих видів спорту, існують великі міжнародні змагання одразу з багатьох видів, найпрестижніше з яких Олімпійські ігри. До цього класу змагань належать також Паралімпійські ігри, їхні відповідники для окремих континентів чи регіонів, наприклад, Європейські ігри, Середземноморські ігри, Панамериканські ігри тощо. Неолімпійські види спорту організовують Всесвітні ігри.
Переможці, призери та інші учасники спортивних змагань зазвичай нагороджуються різними трофеями, відповідно до традицій виду спорту. На любительському рівні це зазвичай дипломи й грамоти, що засвідчують спортивну звитягу, на вищому рівні вручаються медалі й кубки. У США переможці багатьох змагань отримують спеціальні каблучки. Олімпійські чемпіони нагороджуються лавровим вінком. У деяких видах спорту перемога відзначається особливими предметами, наприклад переможець Мастерз у гольфі отримує зелений піджак, який він має право носити впродовж року, а потім здати в музей, Професійні спортсмени отримують за свою участь у змаганнях гроші, сума яких визначається успішністю виступу.

## Організація спорту
Спорт здебільшого організований за системою спортивних клубів, які надають професійним спортсменам та аматорам послуги, забезпечуючи їх спортивними спорудами, залами, інвентарем та тренерами. В СРСР спортивні клуби були об'єднані в спортивні товариства, здебільшого за профспілковим принципом. Ця система збереглася в Україні, хоча виникають нові форми надання населенню спортивних послуг та організації професійного спорту.
Спортивні клуби організовують клубні змагання, а для проведення змагань між клубами об'єднуються у федерації, асоціації, союзи тощо. Такі об'єднання можуть бути регіональними, національними (в межах однієї країни) та міжнародними. Зазвичай у кожного виду спорту існує одна законодавча міжнародна організація, що встановлює правила проведення змагань та правила самого виду спорту. Проведенням глобальних змагань, таких як Олімпійські та Паралімпійські ігри займається Міжнародний олімпійський комітет у співпраці з федераціями окремих видів спорту.
Важливе значення для розвитку спорту високого рівня має спонсорство. Відомі спортсмени отримують значну частину своїх прибутків від реклами.

## Види спорту
Види спорту поділяються на індивідуальні й командні. Окремо виділяють розумові види спорту й технічні види спорту. До розумових видів спорту належать різного роду настільні ігри. У технічних видах спорту використовуються різноманітні механізми й машини: мотоцикли, автомобілі, літаки, моторні човни тощо.

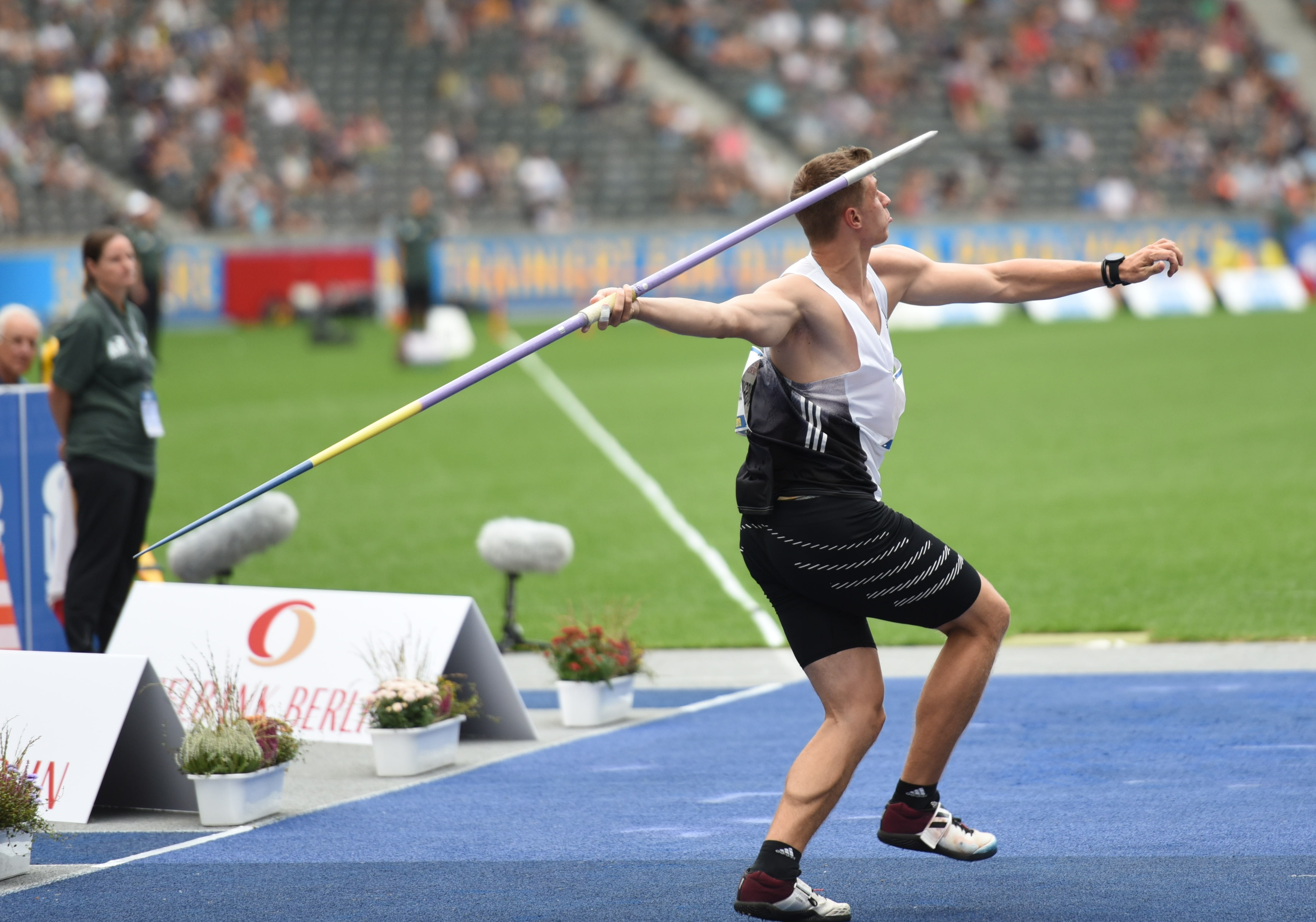
Метання списа (Мартін Рульш)

### Олімпійські види спорту
Із виникненням олімпійського руху види спорту, що входять до програми Олімпійських ігор мають особливий статус і насамперед фінансуються на державному рівні. Деякі види спорту визнані олімпійським комітетом, хоча й не входять до програми Олімпійських ігор.
До олімпійських видів спорту належать легка та важка атлетики, плавання та інші водні види спорту, такі як стрибки у воду, гімнастика, різні види єдиноборств: бокс, боротьба, дзюдо, таеквондо тощо, фехтування, кінний спорт, стрілецький спорт та стрільба з лука, велоспорт, веслування, вітрильний спорт та деякі види популярних ігрових видів спорту, а також сучасне п'ятиборство — вид спорту, вигаданий засновником олімпійського руху П'єром де Кубертеном.
До програми зимових олімпіад входять різні види лижного, ковзанярського, санного спорту, біатлон, а також деякі види ігрових зимових видів спорту.

### Неолімпійські види спорту

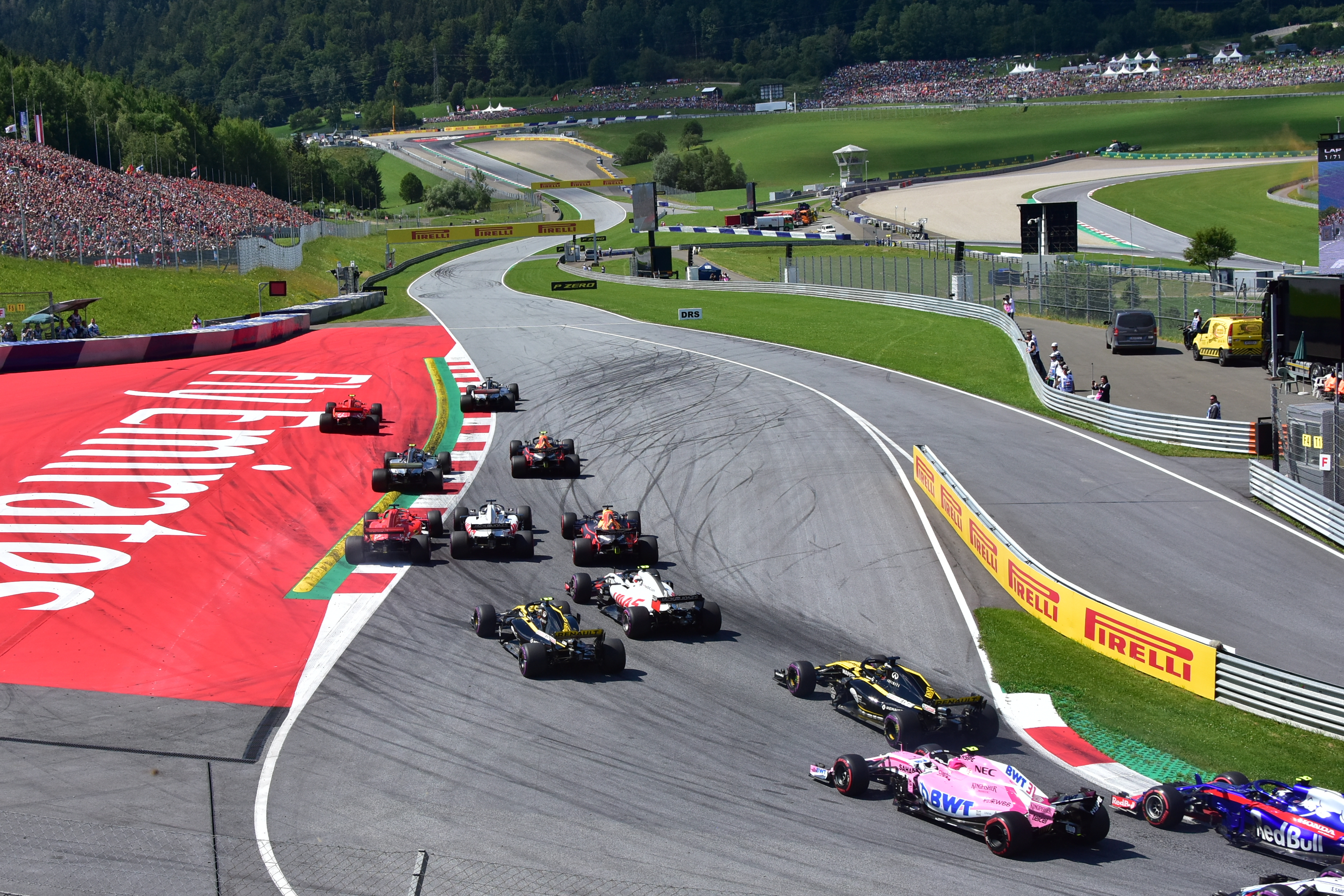
Формула-1 Гран-Прі Австрії

Серед видів спорту, які не входять до програми олімпіад, є чимало професійних видів, що дуже популярні в окремих країнах: дартс, бальні танці,реслінґ,крикет, регбі, американський футбол, гольф, алтимат, багато різновидів вітрильного спорту, багато видів єдиноборств, технічні види спорту, екстремальні види спорту. Здебільшого ці види спорту мають солідну фінансову базу, приваблюють багато глядачів та увагу.

### Технічні види спорту

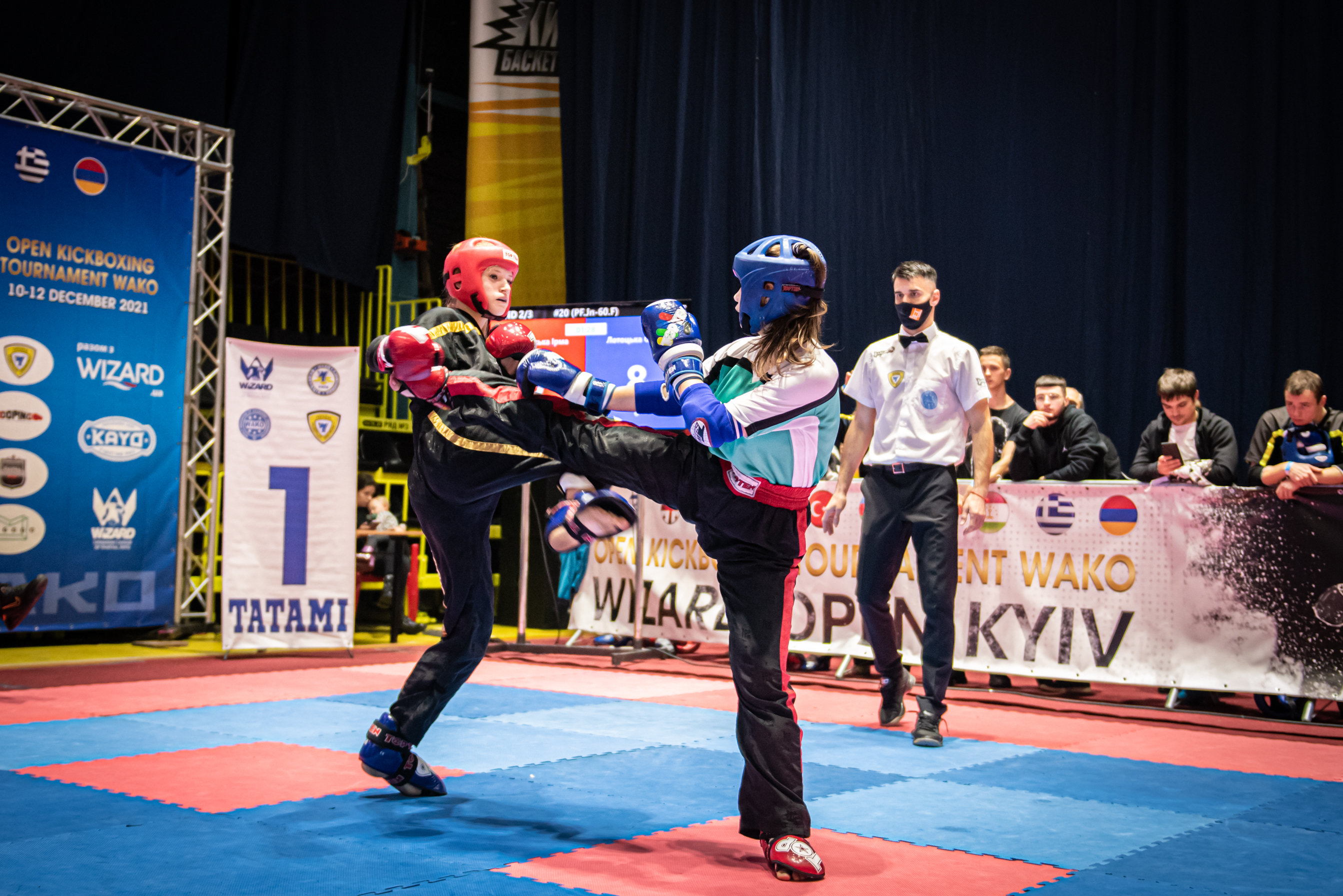
Кікбоксинг

Серед технічних видів спорту головне місце відіграють мото- та автоперегони, використовуються також й інші технічні засоби: моторні човни, літаки, моторні сани тощо. Кільцеві автоперегони проводяться на спеціально сконструйованих трасах. Найпопулярніші з них Формула 1, Наскар, 24 години Ле Мана збирають гігантську телеаудиторію. Ралі — перегони важкими трасами. До цього класу перегонів належать класичне ралі та різні ралі-рейди.

### Єдиноборства

Бій Олександр Усик — Ентоні Джошуа II — перемога Олександра Усика (пояси WBA (Super), IBF, WBO IBO, The Ring)

Існує велике різноманіття єдиноборств, окремі серед них (бокс, боротьба, дзюдо, тхеквондо) отримали статус олімпійського виду спорту. Серед єдиноборств велика кількість національних видів боротьби та бойових мистецтв. До єдиноборств належать армійські єдиноборства, що застосовуються в збройних силах для тренування військових, такі як рукопашний бій або бойовий гопак. Значна частка єдиноборств має історичні традиції, властиві цьому народу, їх називають народними одноборствами. Такими є оздоровчі бойові комплекси, такі як китайське ушу або бразильська капоейра.
Значна популярність єдиноборств як видовища зумовила виникнення шоу, таких як реслінг, у яких по суті немає змагального елементу, а бої на арені чи рингу наперед хореографовані.

### Ігрові види спорту
Ігрові види спорту, як індивідуальні, так і командні, привертають найбільшу увагу засобів масової інформації та є популярними серед глядачів та вболівальників. До індивідуальних ігрових видів спорту належать ігри з ракеткою: теніс, настільний теніс, бадмінтон, ігри з м'ячем: гольф, боулінг, різноманітні різновиди більярду тощо. Часто такі види спорту мають також парний або командний варіанти.
Найбільші глядацькі аудиторії приваблюють командні види спорту: футбол та його різновиди (регбі, американський футбол, австралійський футбол), крикет, бейсбол, баскетбол, хокей, волейбол, алтимат та інші.

### Розумові види спорту
До розумових видів спорту належить значна кількість настільних ігор; шахи, шашки, го, рендзю, сьоґі, сянці, мають спортивний статус деякі з картярських ігор та азартних ігор: бридж, покер, нарди.
У 2008 році відбулися перші Всесвітні ігри з розумових видів спорту — аналог Олімпійських ігор.
Інші популярні настільні ігри: доміно, маджонг, реверсі, лото / бінго, гральні кості, колекційні карточні ігри, настільні рольові ігри, монополія, вікторини, мають менш виражений спортивний статус.

## Популярність

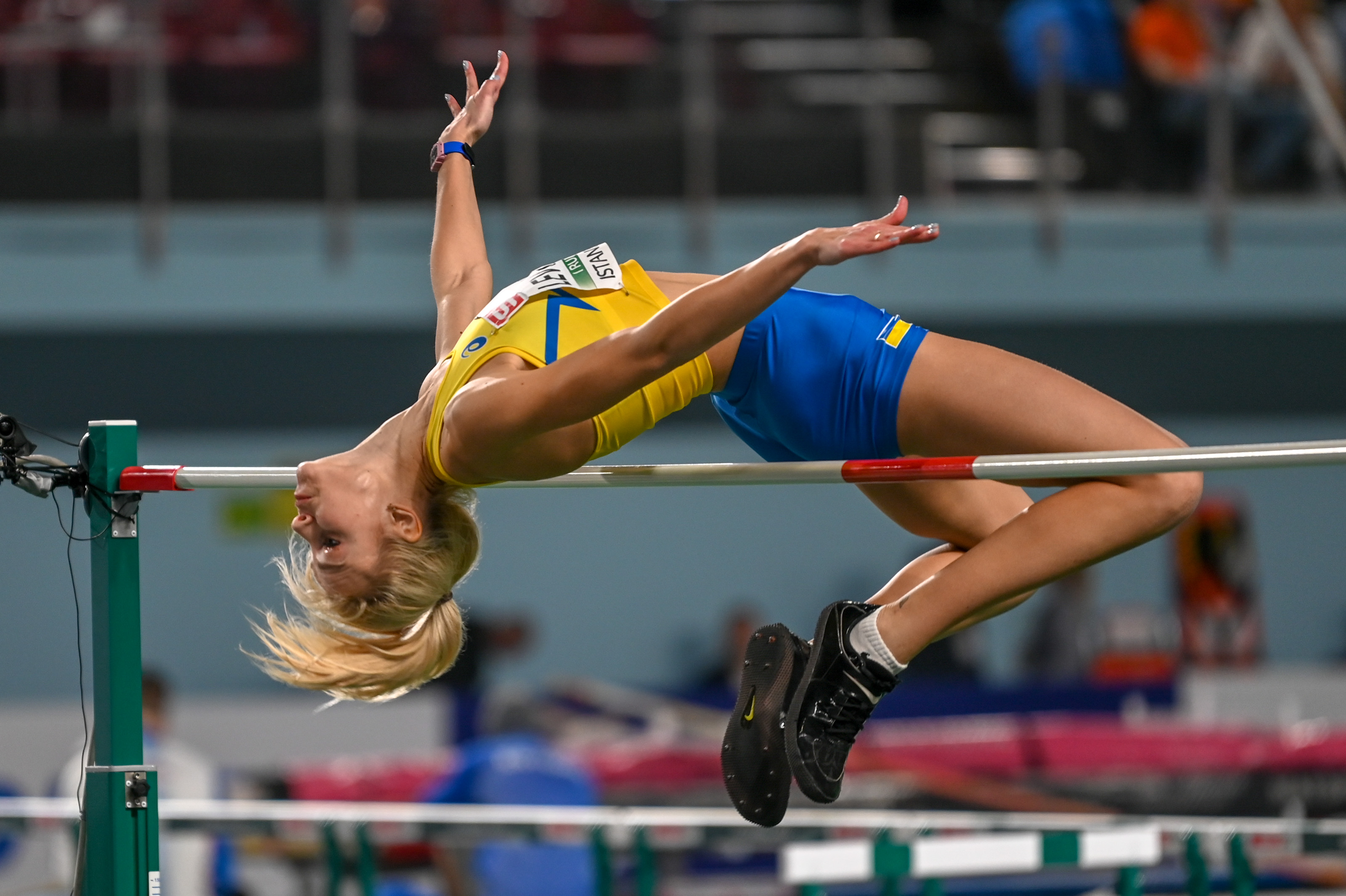
Легка атлетика і футбол — найпопулярніші види спорту в світі

Асоціація сприяння міжнародному руху "Спорт для всіх" (TAFISA), яка представляє робочу групу комісії Міжнародного олімпійського комітету, оголосила перелік 20 найпопулярніших і наймасовіших видів спорту у світі. Це дослідження TAFISA провела у 200 країнах. Перше місце в рейтингу посіла легка атлетика, якою займаються 9,6 % населення планети. Друге місце дісталося футболу — 8,4 %, а третє — плаванню (8,1 %).
До переліку не включили інтелектуальні види спорту на кшталт шахів і бриджу.
| Найпопулярніші та наймасовіші види спорту у світі | Найпопулярніші та наймасовіші види спорту у світі                                 | Найпопулярніші та наймасовіші види спорту у світі |
| № у поз.                                          | Вид спорту                                                                        | у відсотках від усіх, хто займається              |
| ------------------------------------------------- | --------------------------------------------------------------------------------- | ------------------------------------------------- |
| 1                                                 | Легка атлетика (ходьба, біг)                                                      | 9,60 %                                            |
| 2                                                 | Футбол                                                                            | 8,40 %                                            |
| 3                                                 | Плавання (в тому числі дайвінг)                                                   | 8,10 %                                            |
| 4                                                 | Йога                                                                              | 7,40 %                                            |
| 5                                                 | Велосипедний спорт                                                                | 6,40 %                                            |
| 6                                                 | Баскетбол                                                                         | 5,70 %                                            |
| 7                                                 | Волейбол (в тому числі пляжний)                                                   | 5,40 %                                            |
| 8                                                 | Хокей                                                                             | 5,10 %                                            |
| 9                                                 | Теніс                                                                             | 4,90 %                                            |
| 10                                                | Культуризм                                                                        | 4,70 %                                            |
| 11                                                | Гольф                                                                             | 4,50 %                                            |
| 12                                                | Спортивні танці                                                                   | 3,80 %                                            |
| 13                                                | Лижний спорт                                                                      | 3,40 %                                            |
| 14                                                | Єдиноборства (вільна, греко-римська боротьба, бокс, дзюдо, ушу, карате, дзюдзюцу) | 3,40 %                                            |
| 15                                                | Настільний теніс                                                                  | 3,10 %                                            |
| 16                                                | Спортивне орієнтування (туризм)                                                   | 3,00 %                                            |
| 17                                                | Національні види спорту                                                           | 2,70 %                                            |
| 18                                                | Скелелазіння                                                                      | 2,60 %                                            |
| 19                                                | Ролер-спорт                                                                       | 2,00 %                                            |
| 20                                                | Екстремальний спорт                                                               | 1,10 %                                            |

## Проблеми
Розвиток професійного та напівпрофесійного спорту, його популярність у глядачів, високі гонорари, призвели до бажання серед атлетів і тренерів досягти успіху будь-якою ціною. Наприкінці XX-го століття виникли проблеми з масовим вживанням спортсменами допінгу — медичних препаратів, які сприяють покращенню спортивних результатів, хоча можуть мати в майбутньому негативні наслідки й зашкодити здоров'ю. Для боротьби з допінгом в олімпійських видах спорту створена Всесвітнє антидопінгове агентство (ВАДА). Однак в сучасну епоху боротьба з допінгом перетворилася на наукове змаганням між ВАДА та хімічними лабораторіями виробників медикаментів, що мають потенціал покращити результати спортсменів.  Границя між дозволеними та забороненими хімічними речовинами часто дуже невизначена, що призводить до регулярних допінгових скандалів, особливо у видах спорту, які вимагають витривалості, наприклад, велоспорту й плавання, або великої сили м'язів (важка атлетика, спринт).

## Спорт для всіх

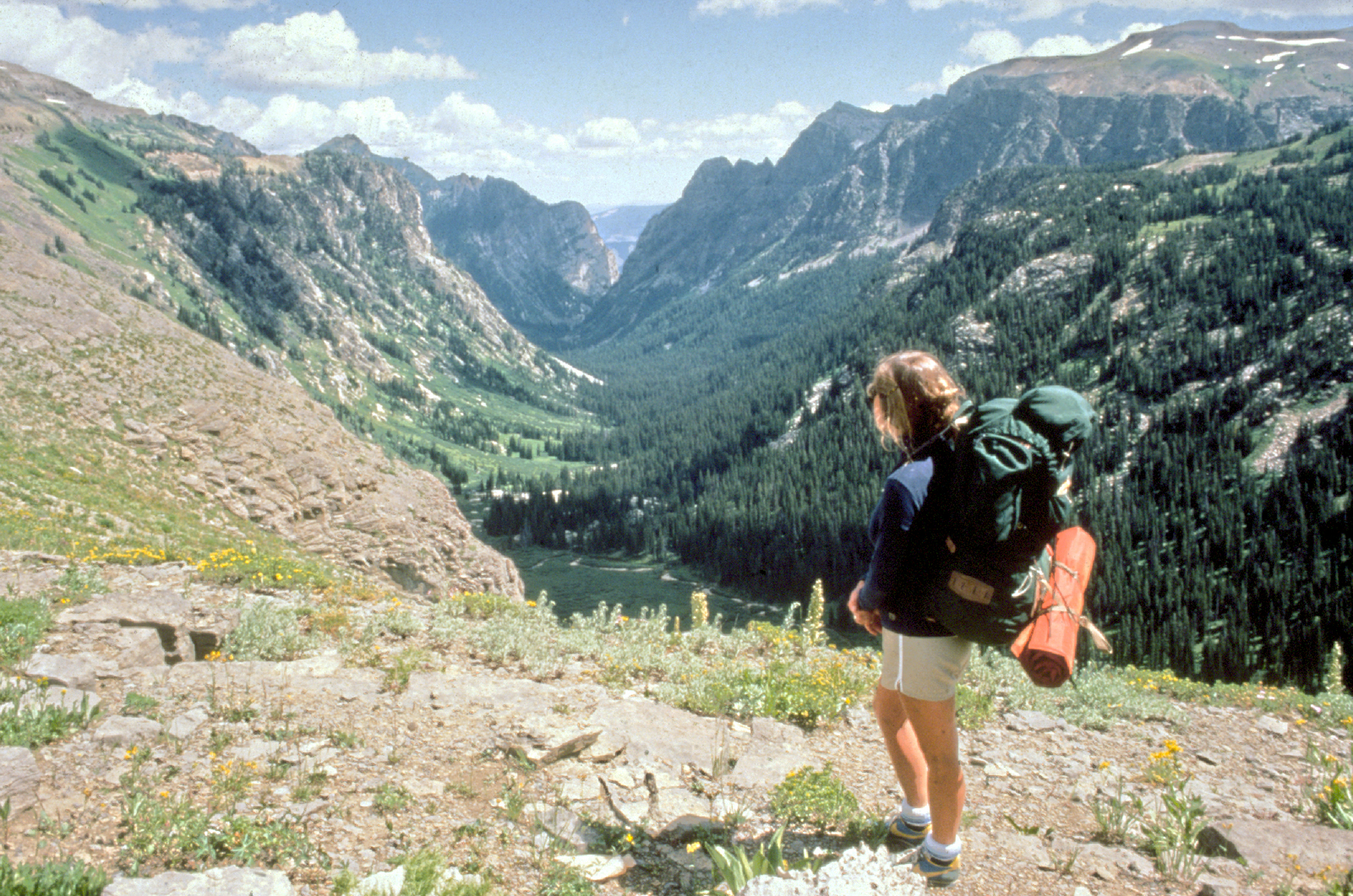
Хайкінг горами — довготривалі прогулянки на природі.

Спортивне змагання має сенс тільки в тому разі, коли переможець наперед невідомий. Сила й спритність різних категорій людей не однакова тому велика частина змагань організовується з обмеженням для учасників. Видів спорту, у яких сила й спритність чоловіків у порівнянні з жінками не давала б їм перевагу, небагато. Такими є розумові види спорту, кінний спорт, у яких в змаганнях жінки й чоловіки можуть брати участь на рівних. Але навіть у шахах чи го практично всі найсильніші гравці є чоловіками. Через це для жінок організовуються окремі змагання, до яких чоловіки не допускаються, тобто за правилами існує контроль статі. Ще в середині XX століття деякі види спорту, такі як бокс, боротьба, хокей із шайбою, стрибки з трампліна, навіть футбол вважалися суто чоловічими видами спорту. До кінця XX століття практично у всіх видах спорту існують змагання як серед чоловіків, так і серед жінок, навіть на професійному рівні. Правда, гроші, що вкладаються, наприклад, у жіночий футбол, набагато менші, й жіночі турніри, ліги, чемпіонати мають набагато менший престиж, збирають менше глядачів. Жінки-спортсменки борються за рівну оплату з чоловіками й мають у цій боротьбі деякі успіхи. Наприклад, призові гроші на турнірах Великого шолома в тенісі однакові для чоловіків і жінок. Проте інші тенісні турніри для чоловіків і жінок різні, й у середньому чоловіки-тенісисти все ж заробляють більше, ніж тенісистки.
Окремо проводяться змагання з різним віком учасників, починаючи з дитячих змагань, змагань для кадетів, юніорів, молоді, людей старшого віку. Змагання ветеранів спорту приваблюють глядачів колишньою славою, допомагають пригадати часи, коли вони тішили людей своїми перемогами.
Люди з обмеженими фізичними можливостями також можуть брати участь у спортивних змаганнях. Правила змагань із традиційних видів спорту для них змінені, існують свої види спорту. Для спортсменів із обмеженими можливостями організовуються Паралімпійські ігри, що широко висвітлюються мас-медіа.

### Студентський спорт

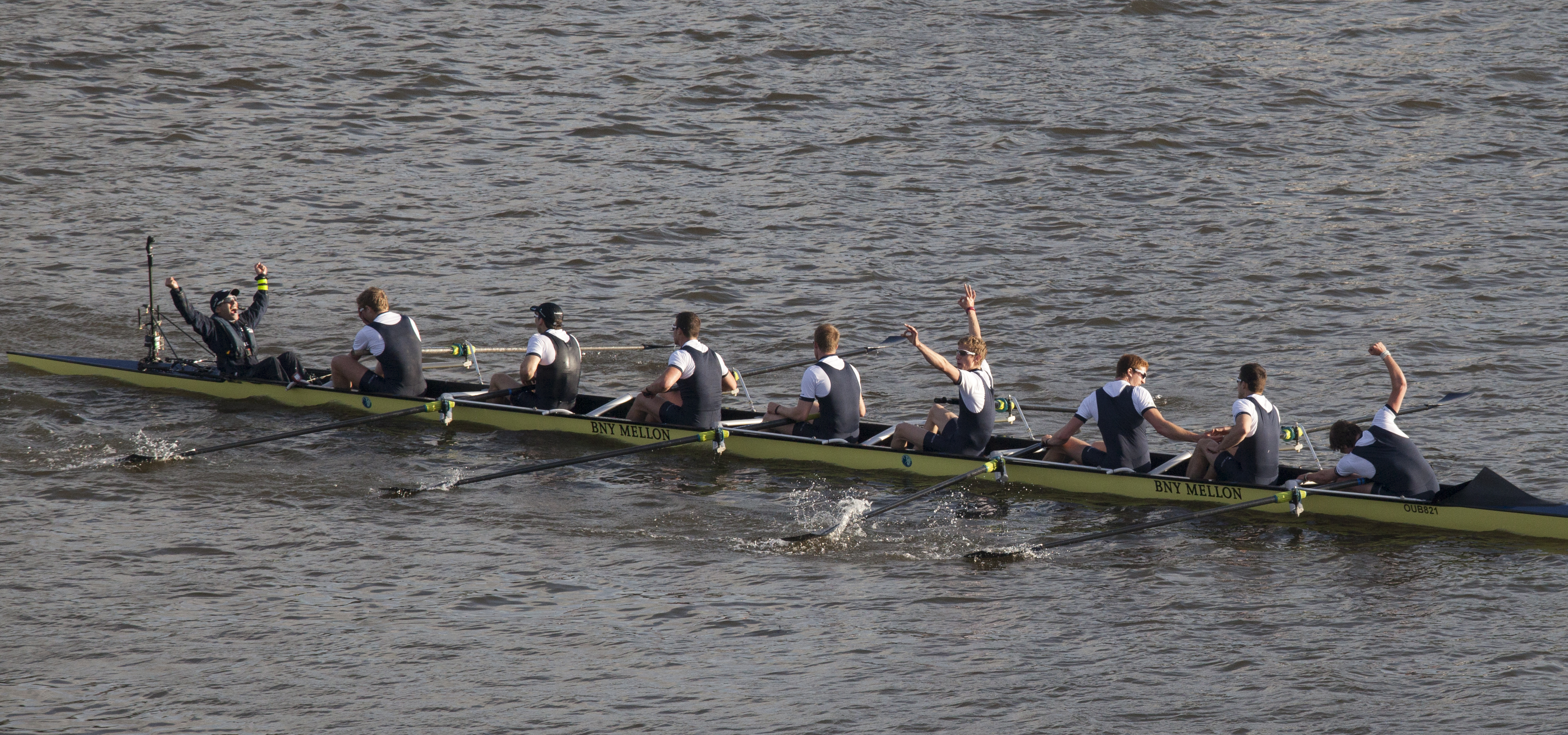
Oxford Men's VIII святкують перемогу — Змагання з веслування 2015 між університетами

Спортсмени здебільшого молоді люди, часто студенти, і спорт має велике значення в їхньому житті. Університети багатьох країн встановлюють спеціальні стипендії для студентів-спортсменів, які беруть участь в університетських змаганнях, відстоюючи честь свого закладу. У країнах Британської Співдружності та в США змагання між університетами з регбі, веслування, баскетболу, бейсболу, американського футболу чи хокею майже не поступаються популярністю іграм професійних команд. Традиційні змагання між університетами мають назву «варсіті».
На міжнародному рівні проводяться Універсіади — змагання для студентів, аналогічні Олімпійським іграм.

### Книги
- Професійний спорт: навчальний посібник / укл. О.П. Ніколайчук. - Чернівці: Чернівецький національний ун-т, 2018. - 108 с.
- Інтеграція олімпійської освіти у навчально-виховний процес загальноосвітньої школи / Єрмолова В. М. – Київ: Козарі, 2008. – 76 с.
- Олімпійський спорт у системі гуманітарної освіти: навчальне видання / Булатова М. М., Бубка С. Н., Платонов В. М. – Київ: Перша друкарня, 2019. – 912 с.
- Теоретико-методичні основи підготовки спортсменів / Келлер В. С., Платонов В. М.  – Львів: Українська Спортивна Асоціація, 1993. – 270 c.
- Олімпійська освіта у школі: методичний посібник / Єрмолова В. М. – Національний Олімпійський комітет України; Олімпійська академія України. – Київ: 2009. – 84 c.
- Організація олімпійського руху: навч.-практ. посіб. з питань орг. та адміністрування Олімп. руху / Куроченко І. О. - Київ; Бровари: АНФ ГРУП, 2012.
- Легка атлетика: курс лекцій для студ. фак. фізичного виховання пед. навч. закладів / О. В. Гогін; Харківський держ. педагогічний ун-т ім. Г.С.Сковороди. - Харків: ОВС, 2001. - 112 с
- Адаптивний Спорт. Спеціальні Олімпіади: Навч. посіб. / Ю.А. Бріскін; Львів. держ. ін-т фіз. культури. — Львів: Ахіл, 2003. — 127 c.
- Історія фізичної культури: навч. посібник / С.М. Філь та ін. — Харків: ОВС, 2003. — 158 с.: іл. — Бібліогр.: с. 154—156. — ISBN 966-7858-29-4
- Історія фізичної культури та спорту: навч. посібник / М.С. Солопчук; Кам'янець-Подільський держ. педагогічний ун-т. — Кам'янець-Подільський: Абетка-НОВА, 2001. — 235 с.: іл. — Бібліогр.: с. 219. — ISBN 966-7988-28-7
- Спорт неповносправних: історія та сучасність / О.В. Римар; Державний комітет України з питань фізичної культури і спорту, Львівський держ. ін-т фізичної культури. — Львів:, 2001. — 56 с. — Бібліогр.: с. 39-40.
- Студентський спортивний рух: історія та сучасність / С.І. Степанюк, О.М. Вацеба; Львівський держ. ін-т фізичної культури. — Львів: 2003. — 60 с.: іл. — Бібліогр.: с. 42-43.
- Спортивне право України: навч. посіб. для студ. вищ. навч. закл. / А. М. Апаров; Київ. держ. акад. вод. трансп. ім. гетьмана Петра Конашевича-Сагайдачного. - Київ: Істина, 2012. - 518 с.
- Психологія спорту: підручник / Р. С. Вейнберг, Д. Гоулд. - Київ: Олімпійська література, 2001. - 336 с
- Фізична активність та серце / М. Амосов, Я. Бендет. – Київ: Здоровʼя, 1989. – 216 с.
- Золоті сторінки олімпійського спорту України: 1894-2000 / В. М. Платонов та ін.; ред. І. Федоренко. - Київ: Олімпійська література, 2000. - 191 с.

### Наукові журнали
- Journal of Sports Sciences
- Medicine and Science in Sports and Exercise
- Exercise and Sport Sciences Reviews
- Journal of Sport and Exercise Psychology
- Psychology of Sport and Exercise
- Journal of Applied Sport Psychology
- International Journal of Sports Physiology and Performance
- Journal of the International Society of Sports Nutrition
- Journal of Sport Management
- Sport, Education and Society
- European Journal of Sport Science
- Sociology of Sport Journal
- Sport Management Review